# Редінг (Пенсільванія)
Ре́дінг (англ. Reading) — місто (англ. city) в США, в окрузі Беркс штату Пенсільванія. Населення — 95 112 особи (2020).

## Географія
Редінг розташований за координатами 40°20′21″ пн. ш. 75°55′35″ зх. д. / 40.33917° пн. ш. 75.92639° зх. д. (40.339220, -75.926277). За даними Бюро перепису населення США в 2010 році місто мало площу 26,26 км², з яких 25,60 км² — суходіл та 0,66 км² — водойми.

### Клімат
| Клімат : Редінг         | Клімат : Редінг | Клімат : Редінг | Клімат : Редінг | Клімат : Редінг | Клімат : Редінг | Клімат : Редінг | Клімат : Редінг | Клімат : Редінг | Клімат : Редінг | Клімат : Редінг | Клімат : Редінг | Клімат : Редінг | Клімат : Редінг |
| Показник                | Січ.            | Лют.            | Бер.            | Квіт.           | Трав.           | Черв.           | Лип.            | Серп.           | Вер.            | Жовт.           | Лист.           | Груд.           | Рік             |
| Абсолютний максимум, °C | 25,0            | 27,8            | 31,1            | 36,1            | 35,6            | 38,9            | 41,7            | 40,6            | 38,9            | 34,4            | 28,9            | 25,0            | 41,7            |
| Середній максимум, °C   | 3,2             | 5,2             | 10,4            | 16,9            | 22,4            | 27,3            | 29,6            | 28,6            | 24,3            | 17,9            | 11,9            | 5,4             | 16,9            |
| Середній мінімум, °C    | −5,7            | −4,9            | −0,3            | 4,8             | 9,9             | 15,4            | 17,9            | 16,9            | 12,8            | 6,2             | 1,5             | −3,3            | 6,0             |
| Абсолютний мінімум, °C  | −28,9           | −23,9           | −18,9           | −8,9            | −3,3            | 2,2             | 7,8             | 5,6             | −1,1            | −6,7            | −15,6           | −21,1           | −28,9           |
| Норма опадів, мм        | 77              | 63              | 88              | 96              | 108             | 96              | 115             | 92              | 110             | 82              | 88              | 84              | 1099            |
| ----------------------- | --------------- | --------------- | --------------- | --------------- | --------------- | --------------- | --------------- | --------------- | --------------- | --------------- | --------------- | --------------- | --------------- |
| Джерело: NOAA           |                 |                 |                 |                 |                 |                 |                 |                 |                 |                 |                 |                 |                 |

## Демографія

### Перепис 2010
Згідно з переписом 2010 року, у місті мешкали 88 082 особи в 29 979 домогосподарствах у складі 19 257 родин. Густота населення становила 3354 особи/км². Було 34208 помешкань (1303/км²).
Расовий склад населення:
| - 48,4 % — білих - 13,2 % — чорних або афроамериканців - 1,2 % — азіатів - 0,9 % — корінних американців - 0,1 % — вихідців з тихоокеанських островів - 30,1 % — осіб інших рас |

До двох чи більше рас належало 6,1 %. Частка іспаномовних становила 58,2 % від усіх жителів.
За віковим діапазоном населення розподілялося таким чином: 31,0 % — особи молодші 18 років, 59,7 % — особи у віці 18—64 років, 9,3 % — особи у віці 65 років та старші. Медіана віку мешканця становила 28,9 року. На 100 осіб жіночої статі у місті припадало 94,3 чоловіків; на 100 жінок у віці від 18 років та старших — 89,3 чоловіків також старших 18 років.
Середній дохід на одне домашнє господарство становив 36 441 долар США (медіана — 26 784), а середній дохід на одну сім'ю — 38 355 доларів (медіана — 29 488). Медіана доходів становила 31 344 долари для чоловіків та 26 783 долари для жінок. За межею бідності перебувало 39,6 % осіб, у тому числі 55,0 % дітей у віці до 18 років та 20,0 % осіб у віці 65 років та старших.
Цивільне працевлаштоване населення становило 31 761 особа. Основні галузі зайнятості: виробництво — 26,2 %, освіта, охорона здоров'я та соціальна допомога — 18,0 %, роздрібна торгівля — 11,7 %, мистецтво, розваги та відпочинок — 8,9 %.

### Перепис 2000
За даними перепису 2000 року
на території муніципалітету мешкало 81 207 людей, було 30 113 садиб та сімей.
Густота населення становила 3.192,9 осіб/км². З 30 113 садиб у 33,7 % проживали діти до 18 років, подружніх пар, що мешкали разом, було 34,4 %,
садиб, у яких господиня не мала чоловіка — 20,2 %, садиб без сім'ї — 38,8 %.
Власники 12,4 % садиб мали вік, що перевищував 65 років, а в 31,7 % садиб принаймні одна людина була старшою за 65 років. Кількість людей у середньому на садибу становила 2,63, а в середньому на родину 3,33.
Середній річний дохід на садибу становив 26 698 доларів США, а на родину — 31 067 доларів США. Чоловіки мали дохід 28 114 доларів, жінки — 21 993 доларів. Дохід на душу населення був 13 086 доларів. Приблизно 22,3 % родин та 26,1 % населення жили за межею бідності.
Медіанний вік населення становив 31 років. На кожних 100 жінок віком понад 18 років припадало 88,5 чоловіків.

## Відомі особистості
У поселенні народився:
- Гаррі Віттер Фріс (1879—1953) — американський фотограф.
- Джон Хойєр Апдайк (1932—2009) — американський письменник.